# دومیه ۱۲۶۱۲
سیارک ۱۲۶۱۲ (به انگلیسی: 12612 Daumier، نامگذاری:2592P-L) دوازده هزار و ششصد و دوازدهمین سیارک کشف شده‌است که در ۲۴ سپتامبر ۱۹۶۰ کشف شد.